# Celda Klouček

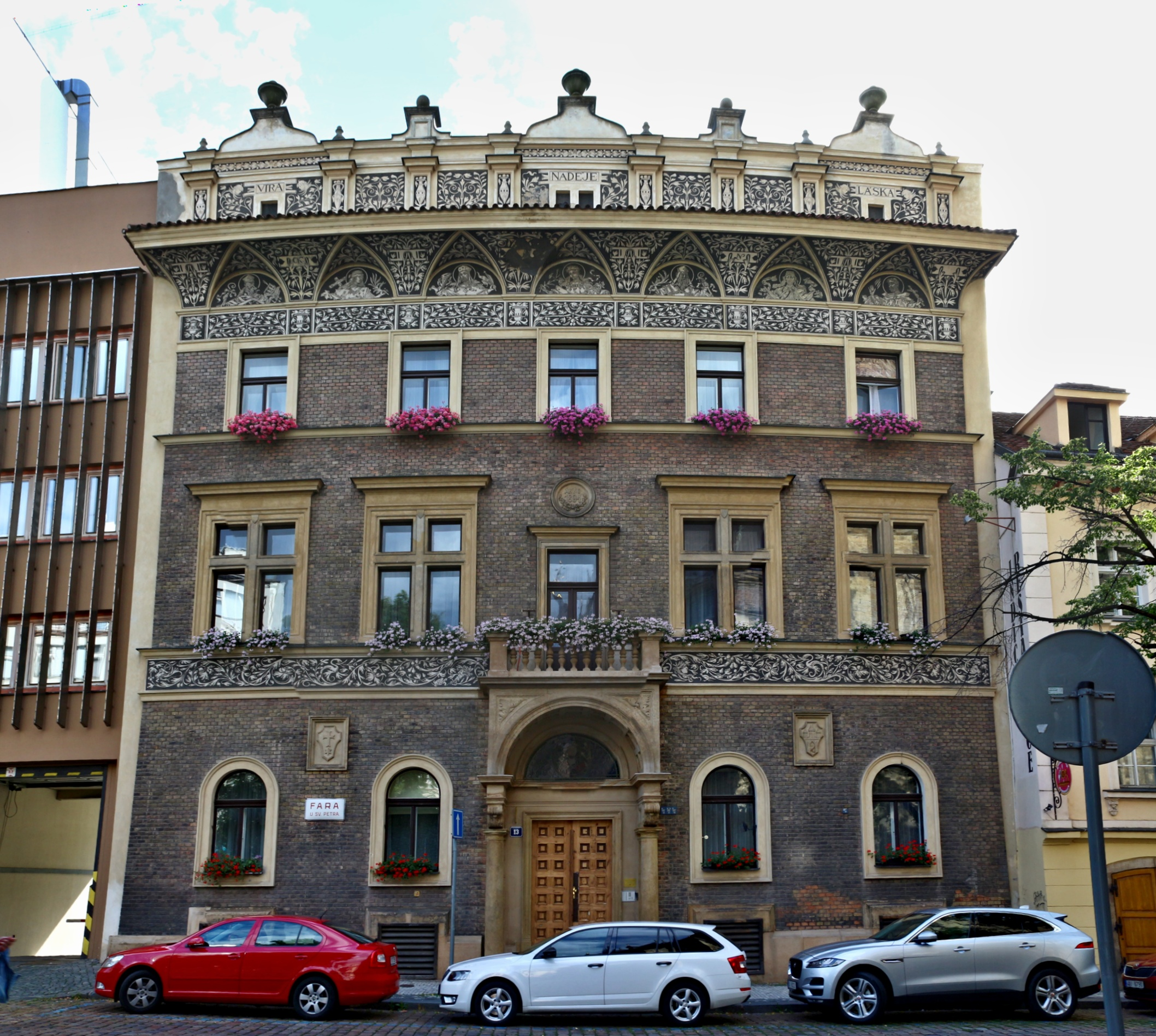
Fara v Biskupské 13

Celda Klouček, původně Celestin Klouček (6. prosince 1855 Senomaty – 11. října 1935 Praha), byl český sochař, štukatér, designér, pedagog a paleontolog.

## Život
Celestin Klouček se narodil v Senomatech nedaleko Rakovníka do rodiny ševcovského mistra Josefa Kloučka a jeho manželky Veroniky, roz. Ransdorfové. Studoval nejprve na pražské Uměleckoprůmyslové škole, odkud přešel na Uměleckoprůmyslovou školu do Vídně, kde v letech 1878–1881 studoval v ateliéru Otto Königa. Kromě praxe v různých ateliérech v Německu vyučoval v letech 1881–1887 jako profesor dekorativní plastiky na Uměleckořemeslné škole ve Frankfurtu nad Mohanem. V letech 1888–1916 byl profesorem na Uměleckoprůmyslové škole v Praze, kde vedl ateliér dekorativního kreslení a modelování. Úzce spolupracoval s ateliérem umělecké kovovýroby profesora Emanuela Nováka a s keramickou dílnou.
Od mládí sbíral minerály a fosilie. Vlastním studiem a spoluprací s paleontology Národního muzea v Praze se vypracoval na badatele, který publikoval své vlastní objevy v odborném tisku.
Zemřel 11. října 1935 a byl pohřben na hřbitově Malvazinky.

### Rodinný život
Dne 16. června 1888 se v Berouně oženil s Marií Vodrážkovou–Vostrou (* 1865, příjmení Vostrá převzala od adoptivních rodičů). Manželé Kloučkovi měli čtyři děti: Jaroslav (1890–1898), Celestin (1890–??), Milada (1893–1895) a Marie (1895–??).

## Činnost
Zabýval se hlavně ornamentem a dekorativním uměním v ploše či nízkém reliéfu. Po stylové stránce vyšel z historismu, rozpracoval vzorníky ornamentu čistě renesančního, barokního i eklektického. Podle jeho návrhů se prováděly realizace štukatur v exteriéru i interiéru, krbové masky, nábytek, keramika, lampy a další umělecko-řemeslné předměty. Před rokem 1900 přijal secesní ornamentiku a zařadil se mezi přední české designéry secese a naturalismu. Také díky jeho ateliéru byl vzorový interiér Uměleckoprůmyslové školy vyznamenán na Světové výstavě v Paříži roku 1900. Roku 1908 se jeho ateliér zúčastnil výstavy uměleckých řemesel ve Vídni. Jako výtvarník byl činný do vysokého věku, ale po první světové válce již nereflektoval nástup moderny a pracoval jen na soukromých zakázkách. Za své práce získal několik ocenění.

## Dílo

### Výtvarné realizace

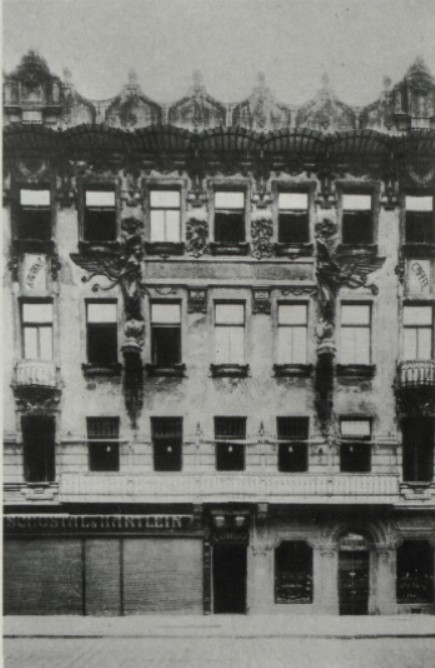
Budova České průmyslové banky s kavárnou Café Corso (zbořena roku 1936)

Grafické návrhy jeho a absolventů jeho školy se dochovaly na stovkách fasád a průčelí měšťanských domů, především v Praze (Pařížská třída, Smetanovo nábřeží, Janáčkovo nábřeží na Smíchově, ad.), v Plzni i v dalších českých městech a také ve Vídni:
- výzdoba průčelí a interiérů domu rytíře Josefa Wohanky, Praha 1, Dlouhá třída (1898)
- Budova bývalé Zemské banky království Českého od Osvalda Polívky čp. 858/II v Praze 1, Na Příkopě 20/ Nekázanka 1
- Budova bývalé Městské záložny pražské od Antonína Wiehla a Osvalda Polívky, čp. 536/I v Praze 1, Rytířská 2, 22, 29 (1892–1894)[5]
- novorenesanční Fara u sv. Petra v Praze čp. 1137 na Starém Městě v Praze 1 v Biskupské ulici 13 (náleží ke kostelu svatého Petra na Poříčí);[6] fasádu navrhl Antonín Wiehl, Celda Klouček je autorem návrhů sgrafit na fasádě a zemských patronů v lunetách. Sgrafita podle jeho návrhu provedl L. Novák)[7]
- Ditrichštejnský či Valterův palác čp. 140/II v Praze 1, Voršilská 12, dnes sídlo Apoštolské nunciatury; neobarokní průčelí a sochařská výzdoba
- fasáda budovy České průmyslové banky s kavárnou Café Corso dle návrhu Viktora Olivy, Praha 1, čp. 988, Na Příkopě, označována za první secesní stavbu v Praze, spíše se však jednalo o klasicistní dům se secesními prvky na průčelí a v interiéru[8] (zbořeno roku 1936)
- dekorativní pás na podstavci Myslbekova pomníku sv. Václava na Václavském náměstí v Praze 1
- výzdoba průčelí a chodeb nájemního domu od arch. Matěje Blechy v Praze 2, Smetanovo nábřeží čp. 235/II
- dekorativní výzdoba budovy Západočeského muzea v Plzni, Kopeckého sady
- dekorativní výzdoba císařských apartmá vídeňského Hofburgu, nově adaptovaných architektem Friedrichem Ohmannem

### Publikace
- Ornamente für Architektur und Kunstgewerbe nach plastischen Originalen, Wien 1888, 1908
- dvě desítky paleontologických studií, především o trilobitech z Barrandienu a nálezech z Rokycanska a Rakovnicka

## Pozůstalost
- Kresby a poznámky jsou uloženy v grafické sbírce Uměleckoprůmyslového muzea v Praze.